# Calvinismo no Brasil
A presença do calvinismo no Brasil remonta ao século XVI. Ministros religiosos, enviados a partir da recomendação do próprio João Calvino, chegaram ao país durante a tentativa de colonização francesa conhecida como França Antártica. No século seguinte, durante a invasão holandesa, uma Igreja Reformada chegou a ser organizada (com vários presbitérios) no Nordeste brasileiro. Por fim, a partir do século XIX, os calvinistas instalaram-se definitivamente no território brasileiro, seja por meio da imigração europeia (e estadunidense), seja por meio da atuação missionária.
Atualmente, os calvinistas somam mais de um milhão de fiéis em todo o Brasil (considerando, nesta soma, os membros de todas as denominações de origem calvinista do país). Seu impacto pode ser observado não apenas no aspecto puramente religioso, como também no campo educacional, com suas várias escolas e faculdades (como a Faculdade Gammon,FATIPI (Faculdade de teologia da Igreja Presbiteriana Independente e a Universidade Mackenzie).

## Calvinismo na Invasão Francesa

### França Antártica
A França Antártica foi uma tentativa de colonização francesa no território brasileiro (na região do atual estado do Rio de Janeiro). Empreendido pelo vice-almirante Nicolas Durand de Villegaignon, o projeto iniciou-se com a chegada das naus francesas em 1555 e durou até a expulsão definitiva em 1567. "Esse empreendimento contou com o apoio do almirante Gaspar II de Coligny (†24-08-1572), influente estadista e futuro líder dos calvinistas franceses, os huguenotes".

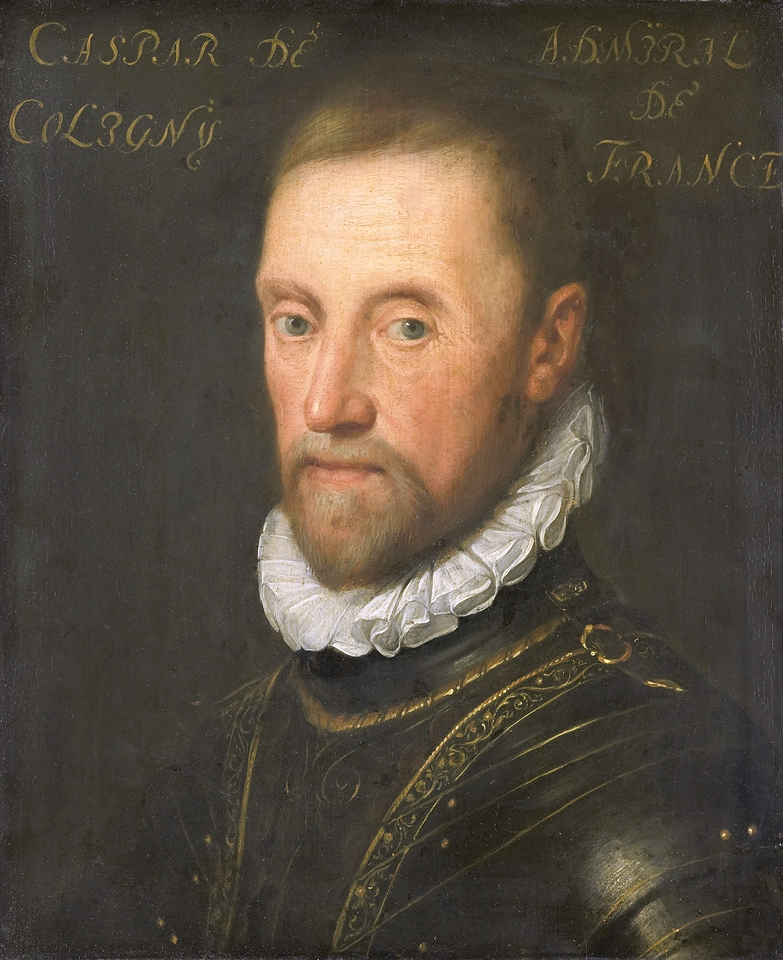
O almirante calvinista Gaspar II de Coligny, elo entre Villegaignon e João Calvino

Em dado momento, em virtude de problemas morais e religiosos na tropa, Villegaignon escreveu cartas a Gaspar II de Coligny e ao reformador francês João Calvino "para que enviassem profissionais e religiosos para a nova colônia francesa". Calvino, por meio da Igreja Reformada de Genebra, respondeu afirmativamente, enviando um grupo de calvinistas franceses (conhecidos como huguenotes) sob a liderança dos pastores Pierre Richier e Guillaume Chartier. Villegaignon encaminha uma outra carta, então, agradecendo o pronto atendimento: "acredito que não seja possível exprimir com palavras quanto me alegram suas cartas e os irmãos que com elas vieram".
A expedição, com a presença dos huguenotes, chegou à Baía de Guanabara em 7 de março de 1557. Três dias depois, em 10 de março, foi realizado o primeiro culto protestante nas Américas, oficiado pelo Rev. Pierre Richier. No domingo, 21 de março, houve a primeira celebração da Ceia do Senhor sob o rito calvinista.
Havia cultos em todos os dias da semana. Aos domingos, especialmente, as celebrações aconteciam pela manhã e à tarde. Em outros momentos da semana, havia reuniões de oração. Esta quantidade de serviços religiosos aponta para a importância da delegação calvinista em meio à tropa.
Conforme se estruturava o serviço religioso no Forte Coligny, os pastores huguenotes se sentiam à vontade para exercer um trabalho missionário, alcançando os índios do continente. "Realizaram várias visitas às tabas litorâneas dos índios tamoios em Cotina, Ocarantim, entre outras. Os missionários, muitas vezes, permaneciam semanas inteiras percorrendo os aldeamentos e lhes falando do Cristianismo por meio de intérpretes".

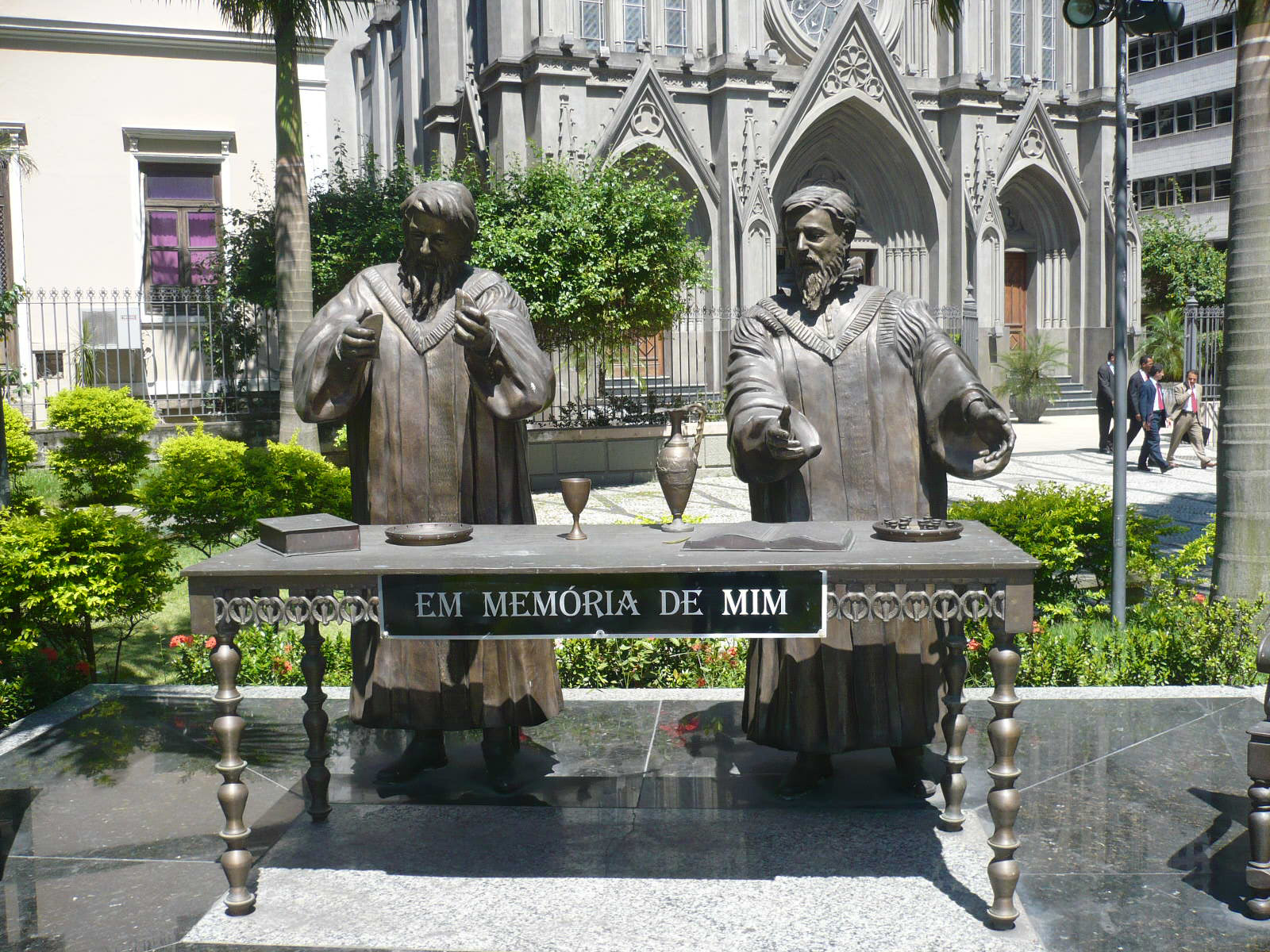
Escultura representando a primeira celebração eucarística protestante nas Américas, oficiada pelos pastores Rev. Pierre Richier e Rev. Guillaume Chartier em frente à Catedral Presbiteriana do Rio de Janeiro

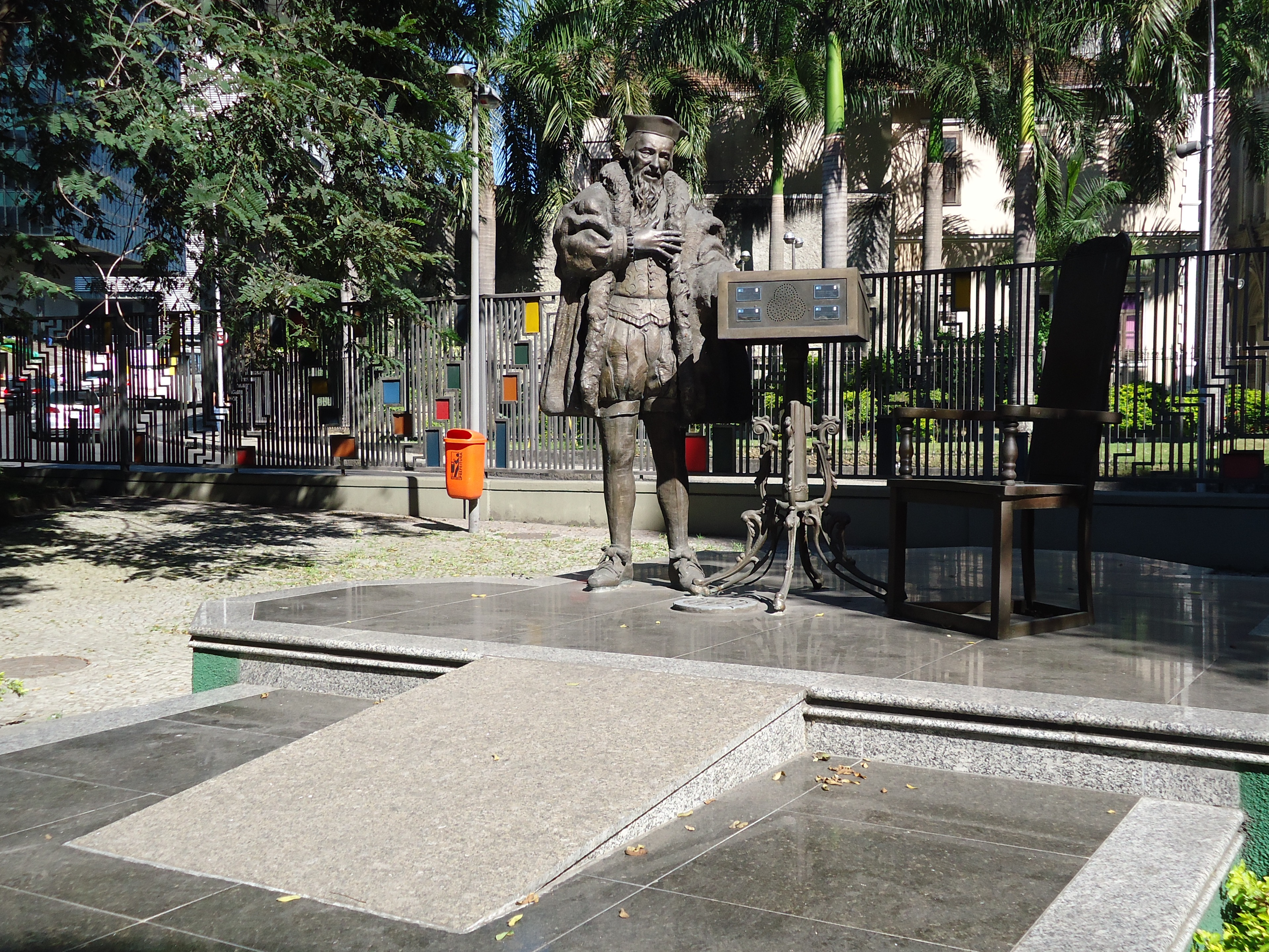
Conjunto escultórico representando João Calvino, Rio de Janeiro, Brasil

Tanto nas solicitações encaminhadas a Coligny e Calvino quanto na própria recepção aos huguenotes, as reações de Villegaignon sempre foram as mais positivas possíveis. Segundo o colono Jean de Léry, testemunha ocular, ao chegarem os huguenotes, Villegaignon "os recebeu todo risonho, abraçando a todos". Quando da primeira celebração eucarística, ele foi o primeiro a comungar, professando, assim, diante de todos, a sua fé reformada". Osvaldo Rack apresenta uma viva descrição, com base no texto de Léry, da participação de Villegaignon num dos cultos:
Este espírito de paz e tolerância, no entanto, não durou muito. Em virtude de questões teológicas (que reproduziam as guerras religiosas que grassavam na Europa), Villegaignon passou a perseguir os colonos huguenotes. Um personagem importante desta mudança de atitude foi o ex-frade dominicano Jean de Cointac.  Para ele, "a participação sacramental da Ceia não devia obrigar a pessoa a ser cristã de confissão calvinista, e, por outro lado, dizia ele que o sacramento do batismo devia seguir o rito católico romano". Grupos de opiniões distintas passaram, então, a se confrontar. Villegaignon deixara de lado suas novas convicções calvinistas, pois, numa carta à Igreja Reformada de Genebra, assim se refere às doutrinas dos huguenotes: "esses delírios [a doutrina de Chartier] nos agitavam turbas enormes e quanto mais cuidadosamente se discutia, mais aparecia a vacuidade da doutrina" ". A conseqüência foi, primeiro, a proibição dos cultos dos calvinistas, depois suas reuniões de oração e, por fim, a sua expulsão do Forte Coligny.
Em virtude da expulsão, os calvinistas franceses entraram em contato direto com os tupinambás. Entre os expulsos estava o sapateiro Jean de Léry, que, mais tarde, descreveria suas experiências em seu livro Histoire d'un voyage faict en la terre du Brésil (1578).
Com a passagem de um navio que seguiria para França (o Les Jacques), os colonos expulsos resolveram retornar seu país.  "Mesmo não se opondo ao embarque, Villegaignon enviou instruções secretas para serem entregues ao primeiro juiz em França, dizendo para que se executassem os huguenotes como traidores e hereges." " No entanto, estas instruções acabaram não servindo diretamente para alguns dos colonos, pois, ao perceber o risco de naufrágio, cinco deles – Jean du Bourdel, Matthieu Verneuil, Pierre Bourdon, André Lafon e Jacques Le Balleur – voltaram à terra firme. Villegaignon os aprisionou imediatamente e exigiu uma resposta, por escrito, em doze horas, a uma série de questionamentos teológicos. Os huguenotes presos ofereceram a resposta por meio da redação de um documento conhecido como Confissão de Fé da Guanabara.
Como os colonos reformados recusaram-se a abjurar suas convicções religiosas, Villegaignon os condenou a morte. "Bourdel, Verneuil e Bourdon foram estrangulados e lançados ao mar.  André Lafon, sendo o único alfaiate da colônia, teve a vida poupada sob a condição de que não divulgasse as suas ideias religiosas". O único que conseguiu fugir foi Jacques Le Balleur.
Le Balleur chegou a São Vicente, onde pregou a fé cristã a partir do ponto de vista calvinista. Foi detido, por insistência dos jesuítas, e levado a Salvador, então capital da colônia, ficando preso entre os anos de 1559 e 1567. Por fim, foi levado para o recém fundado Rio de Janeiro e, sob as ordens do governador-geral Mem de Sá, condenado à forca. O carrasco, no entanto, recusou-se a executá-lo. Diante disso, o padre jesuíta José de Anchieta o teria estrangulado com suas próprias mãos.

### França Equinocial
A França Equinocial foi o esforço francês de colonização no que hoje é o estado brasileiro do Maranhão. Muito curto, o empreendimento se deu entre 1612 e 1615 (apesar de novas tentativas de invasão francesa nos anos seguintes). Pode-se dizer que a "França Equinocial fora um empreendimento comercial católico que teve como principal chefe um protestante: La Ravardière".
De maneira semelhante ao que havia acontecido na tentativa anterior, também na França Equinocial "os huguenotes participaram ativamente na evangelização dos índios locais". No entanto, não há grandes registros desta atividade calvinista no nordeste brasileiro. Segundo historiadores eclesiásticos, após o fim da invasão francesa, alguns dos huguenotes que permaneceram se converteram à Igreja Católica Romana.

## Calvinismo no Brasil Holandês

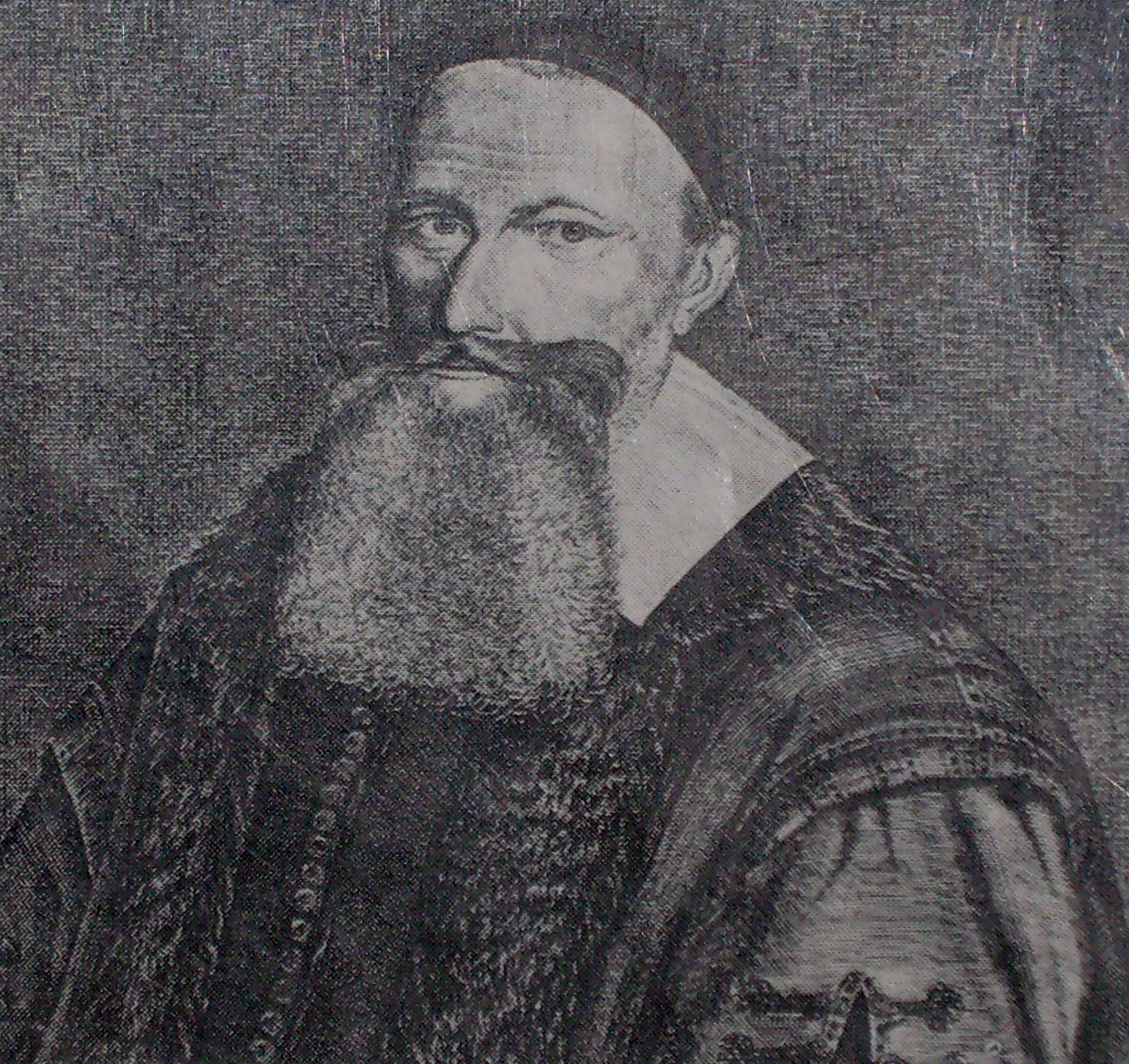
Rev. Frederico Kesseler, pastor da Igreja Cristã Reformada do Recife, entre 1637 e 1643

A colonização holandesa do Nordeste brasileiro se concentrou na primeira metade do século XVII (primeira fase, entre 1624 e 1625; segunda fase, entre 1630–54). A segunda fase desta colonização, marcadamente nas cidades de Olinda e Recife, teve presença significativa da Igreja Reformada Neerlandesa.

### Primeira fase (1624–25)
Em 1621, os holandeses criaram a Companhia das Índias Ocidentais, com o objetivo de conquistar e colonizar territórios economicamente lucrativos nas Américas. Como consequência disto, uma expedição foi enviada à Bahia, em 1624.
Como os holandeses eram calvinistas, a Igreja Reformada se estabeleceu junto à colônia. O primeiro culto reformado na cidade de Salvador aconteceu em 11 de maio de 1624, e a vida da Igreja Reformada da Bahia foi efêmera, existindo por apenas um ano. Com a expulsão dos holandeses, ainda houve um breve estabelecimento na Paraíba. O estudioso holandês (e professor no Brasil) reverendo Frans Leonard Schalkwijk oferece um relato sobre o início e o fim deste estabelecimento:
Dentre as poucas informações que se têm sobre o calvinismo brasileiro deste período, restam os nomes dos pastores da Igreja Reformada da Bahia: Rev. Enoch Sterthenius, substituído em 1625 pelo Rev. Jacobus Dapper; Rev. Johannes Neander, falecido na Bahia, substituído pelo Rev. Valentinus Artopaeus; Rev. J. C. Pick, Rev. J. Michaelis e Rev. H. Wisman.

### Segunda fase (1630–54)
A segunda fase das invasões holandesas foi uma colonização em todos os sentidos do termo. Espalhando-se por grande parte do território nordestino, o cristianismo calvinista era a religião oficial durante o domínio holandês. No entanto, havia liberdade religiosa (especialmente sob o governo de Maurício de Nassau) para os católicos e judeus.
O primeiro culto reformado nas imediações de Pernambuco foi realizado a bordo do navio do almirante Hendrick Lonck, em 14 de fevereiro de 1630. O culto foi oficiado pelo rev. Johannes Baers, e marca o reinício das atividades da Igreja Reformada em território brasileiro.
A força da Igreja Reformada no Brasil se demonstra em sua organização no período. "Foram criadas vinte e duas igrejas locais e congregações, dois presbitérios (Pernambuco e Paraíba) e até mesmo um sínodo, o Sínodo do Brasil (1642–46)". Mais de cinquenta pastores (também chamados de "predicantes") calvinistas serviram nas paróquias organizadas.

#### Organização

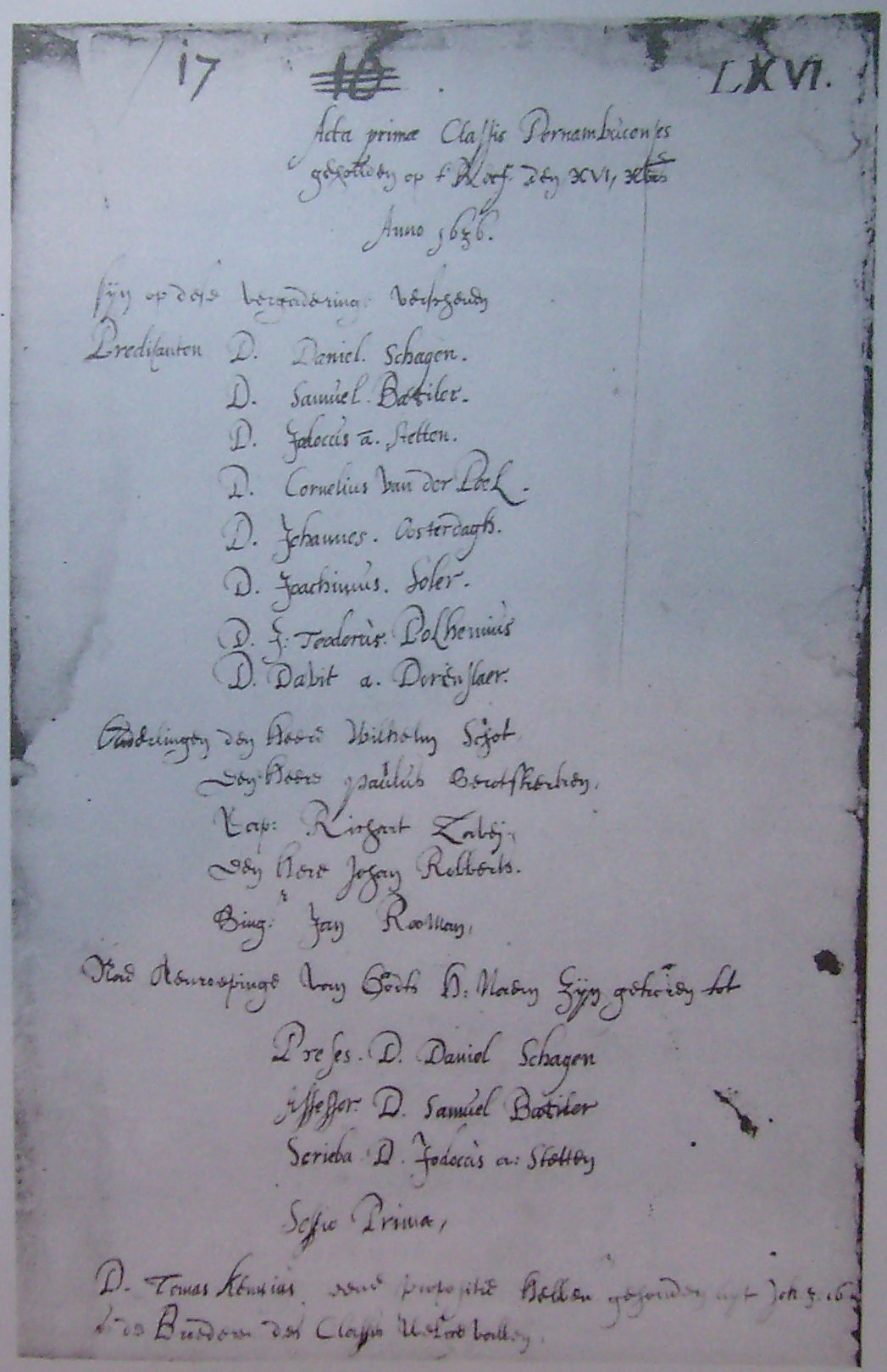
Ata do Presbitério Reformado de Pernambuco, de dezembro de 1636

As Igrejas Reformadas seguiam o modelo de organização clássico calvinista. Cada igreja local era administrada por um "conselho" ou "consistório", composto dos pastores e dos presbíteros eleitos pela paróquia. Algumas igrejas eram por demais pequenas, por isso não tinham consistórios e eram consideradas congregações, ou igrejas em formação.
"Além das igrejas locais dirigidas pelos seus respectivos 'consistórios', organizou-se a partir de 1636 uma convenção, 'Classe' ou 'Presbitério', reunindo todas as igrejas no território ocupado, agrupando-as a nível 'nacional', com o nome oficial de 'Classe do Brasil da Igreja Cristã Reformada'." O Presbitério é a estrutura mais importante da eclesiologia calvinista, pois é o elo entre a Igreja nacional e as igrejas locais.
Seis anos depois da criação do Presbitério do Brasil, com o crescimento do número de Igrejas, decidiu-se desdobrar o concílio, fazendo nascer duas novas Classes; o Presbitério de Pernambuco e o da Paraíba, que, juntos, formaram o Sínodo do Brasil (o Sínodo é o órgão eclesial superior ao Presbitério, servindo como concílio de apelação). As igrejas na Holanda não concordaram com o projeto de criação do Sínodo brasileiro. No entanto, "apesar da desaprovação da Holanda, o Sínodo do Brasil funcionou durante quatro anos, e muitas vezes a contento".

#### Templos e liturgia
Quando chegaram ao Brasil, os calvinistas holandeses não se preocuparam com a construção de novos templos, pois eles podiam usar os templos católico-romanos que já existiam. No entanto, a "exemplo da Holanda, removeram as imagens, não as tolerando, em acordo com o Catecismo de Heidelberg. Semelhantemente se desfizeram do altar e dos paramentos sacerdotais. Em seguida, colocaram no centro do santuário a Bíblia em um púlpito alto, e logo abaixo a pia batismal e a mesa para a Santa Ceia".
Os cultos eram simples, segundo o modelo litúrgico reformado. Os homens geralmente assistiam a celebração de pé e as mulheres sentavam-se em cadeiras levadas para o culto. Dois serviços eram realizados nos domingos: um culto às nove horas da manhã e uma celebração de catequese no período da tarde. Frans Schaldwijk também apresenta um resumo da liturgia calvinista no Brasil Holandês:
A celebração eucarística não era dominical. A exemplo do que acontecia na Igreja Cristã Reformada da Holanda, a Santa Ceia só era ministrada quatro vezes ao ano, o que demandava uma série de cuidados especiais, como visitas aos fiéis e preparação espiritual dos ministros.

#### Missão junto aos índios
Segundo Schalkwijk, pode-se dividir a história da missão reformada junto aos índios do Nordeste do Brasil em três etapas: a preparação (1630-36), a expansão (1637-44) e a conservação (1645-54).
Alguns dos índios que haviam embarcado para a Holanda após o fim da invasão na Bahia retornaram para servirem como intérpretes dos missionários junto aos nativos do Nordeste brasileiro. Passados cinco anos na Europa, e após aprenderem a ler e escrever, estes índios (entre eles, Pedro Poti) foram os primeiros missionários protestantes brasileiros.
O trabalho missionário envolvia a evangelização propriamente dita e a educação dos indígenas (chamados, pelos holandeses, de "brasilianos"). Uma escola foi organizada próximo à aldeia de Nassau e dois "brasilianos", educados pelos holandeses, tornaram-se professores: João Gonsalves e Melchior Francisco. O próprio governo holandês pagava o salário de 12 florins mensais aos professores-índios, o correspondente ao soldo de um cabo do exército.
Com a expulsão definitiva dos holandeses, no entanto, a influência calvinista desapareceu aos poucos. O padre Antônio Vieira, numa visita à Serra da Ibiapaba, qualificou a região pejorativamente como a "Genebra de todos os sertões do Brasil". "A influência do ensino religioso havia sido mais profunda do que se imaginava à primeira vista. Os padres ficaram atônitos diante do traje fino dos indígenas, da arte de ler e escrever e especialmente do lado religioso, porque "muitos deles eram tão calvinistas e luteranos como se houvessem nascido na Inglaterra ou Alemanha", considerando a igreja romana uma "igreja de moanga", uma igreja falsa". Poucos anos depois, entretanto, não restava nada da Genebra brasileira.

## Protestantismo de Imigração
Com o Decreto de Abertura dos Portos, promulgado por Dom João VI em 1808, um número grande de estrangeiros afluiu ao Brasil. Dentre estes, muitos eram protestantes (em especial, os ingleses, anglicanos em sua maioria). Outros tratados (como o de Aliança e Amizade e o de Comércio e Navegação) traziam artigos que concediam liberdade religiosa aos estrangeiros que aqui chegassem.
Além disso, após a Independência, a liberdade religiosa passou a ser preceito constitucional. Assim rezava o artigo 5º da Constituição de 1824:
Somando-se estes fatores ao incentivo real à imigração europeia, houve uma nova chegada – depois de um século e meio – de protestantes em território brasileiro.  A esta afluência de protestantes, seja em razão do comércio, seja por colonização imigratória, chama-se protestantismo de imigração.
Em junho de 1827, foi fundada a "Comunidade Protestante Alemã-Francesa do Rio de Janeiro", por iniciativa do cônsul da Prússia Wilhelm von Theremin.  Esta paróquia era composta por imigrantes luteranos e calvinistas, sendo o seu primeiro pastor o Rev. Ludwig Neumann. No entanto, com o passar do tempo, a comunidade tornou-se totalmente luterana.
A presença calvinista pode ser vista, também, no serviço de capelania dos marinheiros estadunidenses ancorados no Brasil. Entre 1851 e 1854, este posto foi ocupado pelo pastor presbiteriano Rev. James Cooley Fletcher.  Mesmo após abandonar o posto de capelão, Fletcher continuou no Brasil, ocupando posição importante no processo de inserção do protestantismo no país.

## Missões calvinistas no século XIX
Pelas mesmas razões aludidas acima (que resultaram na tolerância ao protestantismo em território brasileiro), vários missionários protestantes chegaram ao Brasil com o objetivo expresso de evangelizar os brasileiros, numa tentativa de organizar um protestantismo genuinamente nacional. A este movimento missionário protestante com o objetivo de organizar Igrejas compostas por fiéis brasileiros chama-se protestantismo de missão.
Quase todos os primeiros missionários protestantes no Brasil eram calvinistas. O citado Rev. James Fletcher, por exemplo, teria ficado "obcecado por uma única ideia: converter o Brasil ao protestantismo e ao progresso". Apesar disso, Fletcher não chegou a organizar uma Igreja calvinista no Brasil e nem a batizar nenhum brasileiro.
O primeiro missionário calvinista a organizar uma Igreja formada por brasileiros foi o médico e pastor escocês Rev. Robert Reid Kalley. Ele já havia servido como missionário na Ilha da Madeira entre 1838 e 1846, aprendendo, por conta disto, a língua portuguesa. Kalley e sua esposa Sarah chegaram ao Brasil em maio de 1855 e, no mesmo ano, organizaram a primeira escola dominical em território brasileiro. "Em 11 de julho de 1858, Kalley fundou a Igreja Evangélica, depois Igreja Evangélica Fluminense (1863), cujo primeiro membro brasileiro foi Pedro Nolasco de Andrade". A Igreja Evangélica Fluminense (uma Igreja Congregacional, de doutrina calvinista) é a primeira Igreja protestante, fruto do trabalho missionário, brasileira.
Muitas reuniões foram realizadas, também, em Petrópolis. Em virtude da freqüência de brasileiros a tais reuniões, Kalley chegou a ser intimado à delegacia e proibido de exercer suas atividades como médico. O missionário encaminhou uma carta de defesa à representação diplomática britânica. "Junto à sua carta de contestação, Kalley apresentou a Stuart a opinião legal de três dos mais notáveis jurisconsultos brasileiros da época: Caetano Alberto Soares, José Tomás Nabuco de Araújo e Urbano Sabino Pessoa de Melo". Tais respostas apontavam para uma nova interpretação da Constituição, permitindo-se, então, que a fé protestante fosse pregada aos brasileiros. O relacionamento do casal Kalley com o Imperador Dom Pedro II (que visitou sua casa, algumas vezes) serviu, também, para dar credibilidade ao seu trabalho.
O calvinismo só se estabeleceu oficialmente, no entanto, com a chegada dos missionários presbiterianos enviados pela Presbyterian Church in the United States of America. O trabalho missionário presbiteriano começou com a chegada do pastor Rev. Ashbel Green Simonton ao Brasil, em 12 de agosto de 1859.
Estabelecendo-se no Rio de Janeiro, Simonton iniciou os seus trabalhos como capelão de marinheiros ingleses ancorados no Brasil. Após aprender a língua portuguesa, iniciou seus cultos com a presença de portugueses e brasileiros. O resultado disto foi a organização, em 12 de janeiro de 1862, da Igreja Presbiteriana do Rio de Janeiro (a primeira da Igreja Presbiteriana do Brasil). O próprio Simonton relata a organização desta Igreja, pela recepção de seus dois primeiros membros:
Além disso, é de Simonton, também, a iniciativa de criar o jornal Imprensa Evangélica (1864), primeiro periódico protestante de língua portuguesa a circular no Brasil. Como conseqüência de sua missão, organiza-se o Presbitério do Rio de Janeiro (1865) e procede-se à ordenação do primeiro pastor protestante latino-americano, o brasileiro José Manoel da Conceição.
Os nomes de dois outros missionários presbiterianos estão vinculados à presença calvinista no estado de São Paulo. São eles o Rev. Alexander Latimer Blackford e o Rev. George Whitehill Chamberlain. Este último foi o criador da Escola Americana, em 1870, dando origem ao que é hoje a Universidade Presbiteriana Mackenzie. Com o trabalho destes missionários, o calvinismo implantou-se definitivamente no país.

## Indigenização
O calvinismo interiorizou-se, com pregações de congregacionais no Nordeste, na Zona da Mata mineira e região serrana fluminense. O presbiterianismo também fixou missões em áreas rurais do sudeste, em cidades como Brotas, muito pela ação de missionários leigos brasileiros e das viagens do padre José Manuel da Conceição.
Na virada do século XX, os conflitos inerentes à adaptação do calvinismo ao Brasil levou ao cisma entre os presbiterianos formando a Igreja Presbiteriana Independente.
A existência de uma corrente iluminista, na expressão do historiador Emile G.Leonard, levou a várias cisões no calvinismo brasileiro por manifestações carismáticas. A primeira foi a Igreja Evangélica Brasileira, depois veio o pentecostalismo através da Congregação Cristã no Brasil, mais tarde os movimentos de renovação com a Igreja Presbiteriana Renovada e a Aliança das Igrejas Evangélicas Congregacionais do Brasil e movimento de avivamento como na Igreja Cristã Maranata.